# Evropská silnice E99
Mezinárodní silnice E99 je evropská silnice, která vede východním Tureckem a krátce též Ázerbájdžánem, kde navazuje na evropskou silnici E002. Prochází tureckým Kurdistánem, kolem Vanského jezera a hory Ararat, místy stoupá až do výše 2600 metrů nad mořem. Na trase protíná páteřní evropské silnice E80 a E90. Je vedena převážně po čtyřproudých silnicích.
Původně začínala v arménském Jerevanu, z turecké strany došlo později k přetrasování na dálnici do ázerbájdžánské Nachičevanské republiky.
E99 má zvláštní význam z hlediska systému číslování evropských silnic – je poslední silnicí hlavní sítě s dvojciferným číslem, za ní následují tzv. „silnice na východ od E99“, což je skupina evropských silnic I. třídy (včetně páteřních) s trojciferným číslem. Toto označení ovšem nelze brát doslovně, např. silnice E101 a E105 se kompletně nacházejí na západ od E99.

## Trasa
Ázerbájdžán
- E002 (Dəmirçi) – Sədərək

 Turecko
- Aralık – Karakoyunlu – Iğdır
- Iğdır – Doğubayazıt (E80) – Çaldıran – Karahan
- Karahan – Erciş
- – Heybeli –
- – Adilcevaz – Tatvan – Bitlis – Ziyaret
- Ziyaret – Silvan – Diyarbakır – Siverek
- Siverek – Kızlar (E90) – Şanlıurfa – Akçakale

přechod do  Tell Abyad